# Juan Manuel Álvarez
Juan Manuel Álvarez Álvarez (ur. 12 kwietnia 1948 w mieście Meksyk, zm. 2 lipca 2025) – meksykański piłkarz występujący na pozycji środkowego obrońcy, w późniejszym czasie trener.

## Kariera klubowa
Álvarez pochodzi ze stołecznego miasta Meksyk i jest wychowankiem tamtejszego zespołu Atlético Español. W jego barwach zadebiutował w meksykańskiej Primera División w sezonie 1971/1972, a premierowego gola strzelił podczas rozgrywek 1972/1973, szybko zostając podstawowym zawodnikiem drużyny. W tej roli w sezonie 1973/1974 zdobył tytuł wicemistrza Meksyku, zaś w 1975 roku triumfował z nim w najbardziej prestiżowych rozgrywkach kontynentu, Pucharze Mistrzów CONCACAF. W 1976 roku zajął natomiast z Atlético Español drugie miejsce w turnieju Copa Interamericana. Po sześciu latach spędzonych w swoim macierzystym zespole odszedł do ekipy Tecos UAG z siedzibą w mieście Guadalajara, w której barwach spędził z kolei osiem sezonów, jednak nie odniósł z nią żadnego większego sukcesu zarówno na arenie krajowej, jak i międzynarodowej. Podczas pobytu w Tecos zdobył jedenaście bramek w 203 spotkaniach i jest uważany za jedną z klubowych legend. Profesjonalną karierę piłkarską zakończył w wieku 37 lat.

## Kariera reprezentacyjna
W 1972 roku Álvarez został powołany przez selekcjonera Diego Mercado do reprezentacji Meksyku na igrzyska olimpijskie w Monachium. Właśnie w tych rozgrywkach zadebiutował w kadrze narodowej, 28 sierpnia w wygranym 1:0 meczu z Sudanem, a ogółem rozegrał na tej imprezie wszystkie sześć spotkań w wyjściowym składzie, tworząc podstawową parę stoperów ze swoim kolegą klubowym, José Luisem Trejo. Jego drużyna po dwóch zwycięstwach i porażce awansowała do drugiej rundy, gdzie jednak zajęła ostatnie miejsce, notując tym razem remis i dwie przegrane. Kilka lat później wystąpił również w trzech spotkaniach wchodzących w skład eliminacji do mistrzostw świata 1982, na które Meksykanie ostatecznie nie zdołali się zakwalifikować. Ogółem swój bilans reprezentacyjny Álvarez zamknął na czternastu rozegranych meczach, ani razu nie wpisując się na listę strzelców.

## Kariera trenerska
Po zakończeniu kariery piłkarskiej Álvarez, rozpoczął pracę jako trener, początkowo zostając szkoleniowcem klubu Correcaminos UAT z siedzibą w mieście Ciudad Victoria, który objął w czerwcu 1988, później odszedł ze stanowiska i powrócił na nie w listopadzie tego samego roku, łącznie prowadząc drużynę w czterech meczach ligowych. W 1989 roku został trenerem Tecos UAG, którego barwy reprezentował już jako piłkarz. Zespół ten trenował z kolei przez kolejne kilka miesięcy bez większych sukcesów; został zwolniony w styczniu 1990 po serii ośmiu spotkań z rzędu bez zwycięstwa. W późniejszym czasie znalazł zatrudnienie w Meksykańskim Związku Piłki Nożnej, gdzie najpierw objął funkcję selekcjonera reprezentacji Meksyku U-17. W 1991 roku poprowadził ją na Młodzieżowych Mistrzostwach Ameryki Północnej, gdzie zanotował z nią trzy zwycięstwa i trzy remisy w sześciu konfrontacjach i zakwalifikował się na Mistrzostwa Świata U-17 we Włoszech. Na światowym czempionacie jego drużyna odniosła bilans zwycięstwa i dwóch porażek i zakończyła swój udział w turnieju na fazie grupowej, w której zajęła ostatnie miejsce.
W 1992 roku Álvarez wraz z kadrą U-17 wziął udział w kolejnych Młodzieżowych Mistrzostwach Ameryki Północnej, tym razem notując w nich lepszy bilans niż poprzednio – cztery zwycięstwa i dwa remisy. Dzięki takim wynikom prowadzona przez niego drużyna zdołała awansować na odbywające się w 1993 roku Mistrzostwa Świata U-17 w Japonii, gdzie jednak, podobnie jak przed dwoma laty, odpadła już w fazie grupowej, notując bilans zwycięstwa i dwóch porażek. W 1994 roku został selekcjonerem reprezentacji Meksyku U-20, z którą wystąpił na Młodzieżowych Mistrzostwach Ameryki Północnej, lecz wskutek bilansu dwóch zwycięstw i porażki zajął z nią dopiero drugie miejsce w grupie, które nie zaowocowało awansem na Mistrzostwa Świata U-20 w Katarze. Po kontynentalnym turnieju odszedł z krajowej federacji i podpisał umowę z drugoligową drużyną Club Celaya, z którą w sezonie 1994/1995 zwyciężył w rozgrywkach Primera División A, dzięki czemu zanotował awans do najwyższej klasy rozgrywkowej. W rozgrywkach 1995/1996 poprowadził natomiast Celayę do największego sukcesu w historii klubu, tytułu wicemistrza Meksyku, przegrywając w dwumeczu finałowym z Necaxą tylko z powodu gorszego bilansu bramkowego.
W połowie 1996 roku Álvarez za sprawą dobrych wyników osiąganych jako trener Celayi podpisał umowę z bardziej utytułowanym klubem Deportivo Toluca. Podczas kilkunastomiesięcznego pobytu w tej drużynie nie odniósł z nią żadnych sukcesów, zaś został zwolniony w sierpniu 1997 po dwunastu meczach ligowych z rzędu bez zwycięstwa i na stanowisku trenera zastąpił go Enrique Meza. W marcu 1998 objął funkcję szkoleniowca Tiburones Rojos de Veracruz, którego jednak nie zdołał uchronić przed relegacją z najwyższej klasy rozgrywkowej i na koniec sezonu 1997/1998 spadł z nim do drugiej ligi meksykańskiej. W późniejszym czasie został członkiem sztabu szkoleniowego swojego byłego kolegi z klubu i reprezentacji, José Luisa Trejo, z którym współpracował w roli asystenta w kilku klubach z ligi meksykańskiej, kolejno w Cruz Azul, JJaguares de Chiapas, CF Pachuca (mistrzostwo Meksyku w sezonie Clausura 2006), Tigres UANL oraz Club Necaxa. W 2009 roku został wiceprezesem drużyny Jaguares de Chiapas z miasta Tuxtla Gutiérrez, który w lutym 2010 poprowadził tymczasowo w jednym spotkaniu, natomiast w listopadzie tego samego roku objął funkcję trenera kostarykańskiego zespołu Deportivo Saprissa, którego głównym akcjonariuszem był meksykański biznesmen, Jorge Vergara. Ekipę ze stołecznego San José prowadził przez pół roku bez większych sukcesów.